# 申错
申错（藏語：གསེར་མཚོ།，威利转写：gser mtsho，THL：Ser Tso）位于中国西藏自治区那曲市班戈县境内，地处班戈县南部部，念青唐古拉山北部的山间盆地内。湖面海拔4735米，面积43.3平方公里。湖区气候寒冷干燥，年均气温-2～0℃，年均降水量300～400毫米。湖水主要依靠地表径流补给，集水区面积347.7平方公里，补给系数8。